# UCAM Murcia CF
Universidad Católica de Murcia Club de Fútbol kortweg UCAM Murcia CF is een Spaanse voetbalclub uit Murcia (Murcia) die sinds seizoen 2017-2018 uitkomt in de Segunda División B.
UCAM Murcia speelt in het stadion La Condomina gelegen in het centrum van Murcia. Het stadion is de voormalige thuisbasis van stadsgenoot Real Murcia.
De voetbalclub dankt zijn huidige naam aan het feit dat de Universidad Católica de Murcia de club sponsort. De huidige voorzitter José Luis Mendoza is ook president van de universiteit. 
Tijdens het seizoen 2014-2015 werd voor de eerste keer deelgenomen aan de eindronde, maar zonder succes.  Nadat op het einde van de reguliere competitie van het seizoen 2015-2016 de ploeg de eerste plaats veroverde, mocht de ploeg de eindronde van de kampioenen spelen tegen Real Madrid Castilla. Thuis werd de wedstrijd gewonnen met 2-1 en toen een week erna de ploeg een gelijkspel (2-2) meebracht uit Madrid, mocht de ploeg zich voor het seizoen voor de eerste keer opmaken voor de Segunda División A.  Op die manier volgde het team Real Murcia op als belangrijkste ploeg van de stad.  Het succes duurde echter maar een seizoen, want een negentiende plaats tijdens seizoen 2016-2017 verplichte hun terug te keren op het niveau van hun stadsrivaal.
Tijdens het overgangsjaar 2020-2021 van de Segunda División B zou de ploeg een plaatsje kunnen afdwingen in de nieuw opgerichte Primera División RFEF.  Tijdens het seizoen 2021-2022 kon met een achttiende plaats in de eindrangschikking het behoud niet afgedwongen worden.  Zo speelt de ploeg vanaf seizoen 2022-2023 op het vierde niveau van het Spaans voetbal, de Segunda División RFEF.

## Historische namen
- Club de Fútbol Los Garres (2004–06)
- Murcia Deportivo Club de Fútbol (2006–09)
- Costa Cálida Club de Fútbol Beniaján (2009–10)
- Costa Calida Club de Futbol Sangonera (2010–11)
- UCAM Murcia Club de Fútbol (1999-2004 en 2011–)

## Overzicht
| Seizoen | Competitie            | Positie     | Resultaat                                                                  | Beker deelname |
| ------- | --------------------- | ----------- | -------------------------------------------------------------------------- | -------------- |
| 1999/00 | Preferente            | 1ste plaats | Stijgt naar Tercera División                                               | Nee            |
| 2000/01 | Tercera División      | 14de plaats | Behoud                                                                     | Nee            |
| 2001/02 | Tercera División      | 10de plaats | Behoud                                                                     | Nee            |
| 2002/03 | Tercera División      | 11de plaats | Behoud                                                                     | Nee            |
| 2003/04 | Tercera División      | 16de plaats | Behoud                                                                     | Nee            |
| 2004/05 | Tercera División      | 19de plaats | Degradatie                                                                 | Nee            |
| 2005/06 | 1 Territorial         | 1ste plaats | Speelt samen met B-ploeg en stijgt naar Preferente                         | Nee            |
| 2006/07 | Preferente            | 10de plaats | Behoud                                                                     | Nee            |
| 2007/08 | Preferente            | 4de plaats  | Stijgt naar Tercera División                                               | Nee            |
| 2008/09 | Tercera División      | 12de plaats | Behoud                                                                     | Nee            |
| 2009/10 | Tercera División      | 4de plaats  | Behoud                                                                     | Nee            |
| 2010/11 | Tercera División      | 1ste plaats | Behoud                                                                     | Nee            |
| 2011/12 | Tercera División      | 6de plaats  | Behoud, maar stijgt naar Segunda División B ter vervanging van Orihuela CF | 2de Ronde      |
| 2012/13 | Segunda División B    | 17de plaats | Degradatie                                                                 | Nee            |
| 2013/14 | Tercera División      | 1ste plaats | Eindronde en stijgt naar Segunda División B                                | Nee            |
| 2014/15 | Segunda División B    | 2de plaats  | Eindronde maar behoud                                                      | 3de Ronde      |
| 2015/16 | Segunda División B    | 1ste plaats | Eindronde en stijgt naar Segunda División A                                | 3de Ronde      |
| 2016/17 | Segunda División A    | 19de plaats | Degradatie                                                                 | 1/32 Ronde     |
| 2017/18 | Segunda División B    | 7de plaats  | Behoud                                                                     | 1ste Ronde     |
| 2018/19 | Segunda División B    | 5de plaats  | Behoud                                                                     | 2de Ronde      |
| 2019/20 | Segunda División B    | 10de plaats | Behoud                                                                     | 2de Ronde      |
| 2020/21 | Segunda División B    | 2de plaats  | Eindronde maar behoud                                                      | 1ste Ronde     |
| 2021/22 | Primera División RFEF | 18de plaats | Degradatie                                                                 | 1ste Ronde     |
| 2022/23 | Segunda Federación    | 5de plaats  | Eindronde en behoud                                                        |                |
| 2023/24 | Segunda Federación    | 8ste plaats | Behoud                                                                     | 1ste Ronde     |
| 2024/25 | Segunda Federación    | 3de plaats  | Behoud                                                                     |                |
| 2025/26 | Segunda Federación    |             |                                                                            |                |